# Prignac-et-Marcamps
Prignac-et-Marcamps (okzitanisch: Prinhac e Marcamps) ist eine französische Gemeinde mit 1.457 Einwohnern (Stand: 1. Januar 2022) im Département Gironde in der Region Nouvelle-Aquitaine (vor 2016: Aquitanien). Sie gehört zum Arrondissement Blaye und zum Kanton L’Estuaire. Die Einwohner werden Prignacais und Prignacaises genannt.

## Lage
Prignac-et-Marcamps liegt in der historischen Provinz Angoumois in der Kulturlandschaft der Charente am Nordufer des Flusses Dordogne, 18 Kilometer nördlich der Innenstadt von Bordeaux. Umgeben wird Prignac-et-Marcamps von den Nachbargemeinden Tauriac im Norden, Saint-Laurent-d’Arce im Nordosten und Osten, Saint-Gervais im Osten und Südosten, Saint-Vincent-de-Paul im Süden, Ambès im Südwesten sowie Bourg im Westen.

## Bevölkerungsentwicklung
| Jahr                       | 1962 | 1968 | 1975 | 1982 | 1990 | 1999 | 2006 | 2012 | 2020 |
| Einwohner                  | 806  | 812  | 1069 | 1262 | 1268 | 1286 | 1353 | 1384 | 1383 |
| Quellen: Cassini und INSEE |      |      |      |      |      |      |      |      |      |

## Sehenswürdigkeiten
- Höhle von Pair-non-Pair, archäologischer Fundplatz mit einer neolithischen Zeitstellung (ca. 30.000 vor heute) und zahlreichen Höhlenritzungen, seit 1900 als Monument historique klassifiziert
- Kirchenruine Saint-Félix aus dem 12. Jahrhundert
- Kirche Saint-Pierre in Prignac, in der zweiten Hälfte des 19. Jahrhunderts erbaut
- Kirche Saint-Michel in Marcamps, im 12. Jahrhundert erbaut, Umbauten aus dem 17. Jahrhundert, restauriert im 19. Jahrhundert
- Ruinen der Kapelle von Lurzine aus dem 12. Jahrhundert, seit 1925 als Monument historique eingeschrieben
- Kapelle von Cazelle
- Schloss Grand Jour, 1763 erbaut
- Schloss Grissac, 1652 erbaut

Siehe auch: Liste der Monuments historiques in Prignac-et-Marcamps

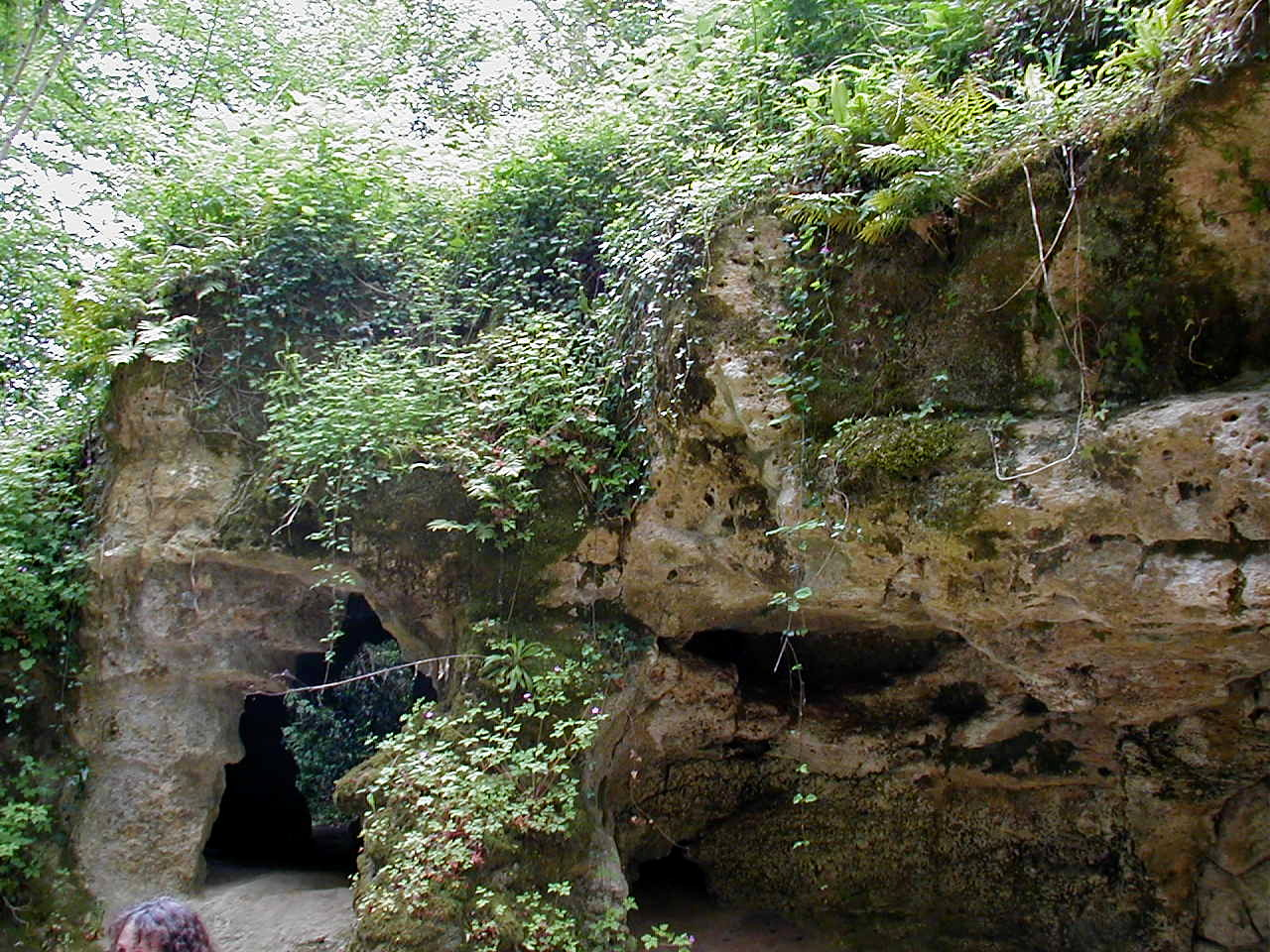
Eingang zur Höhle Pair-non-Pair
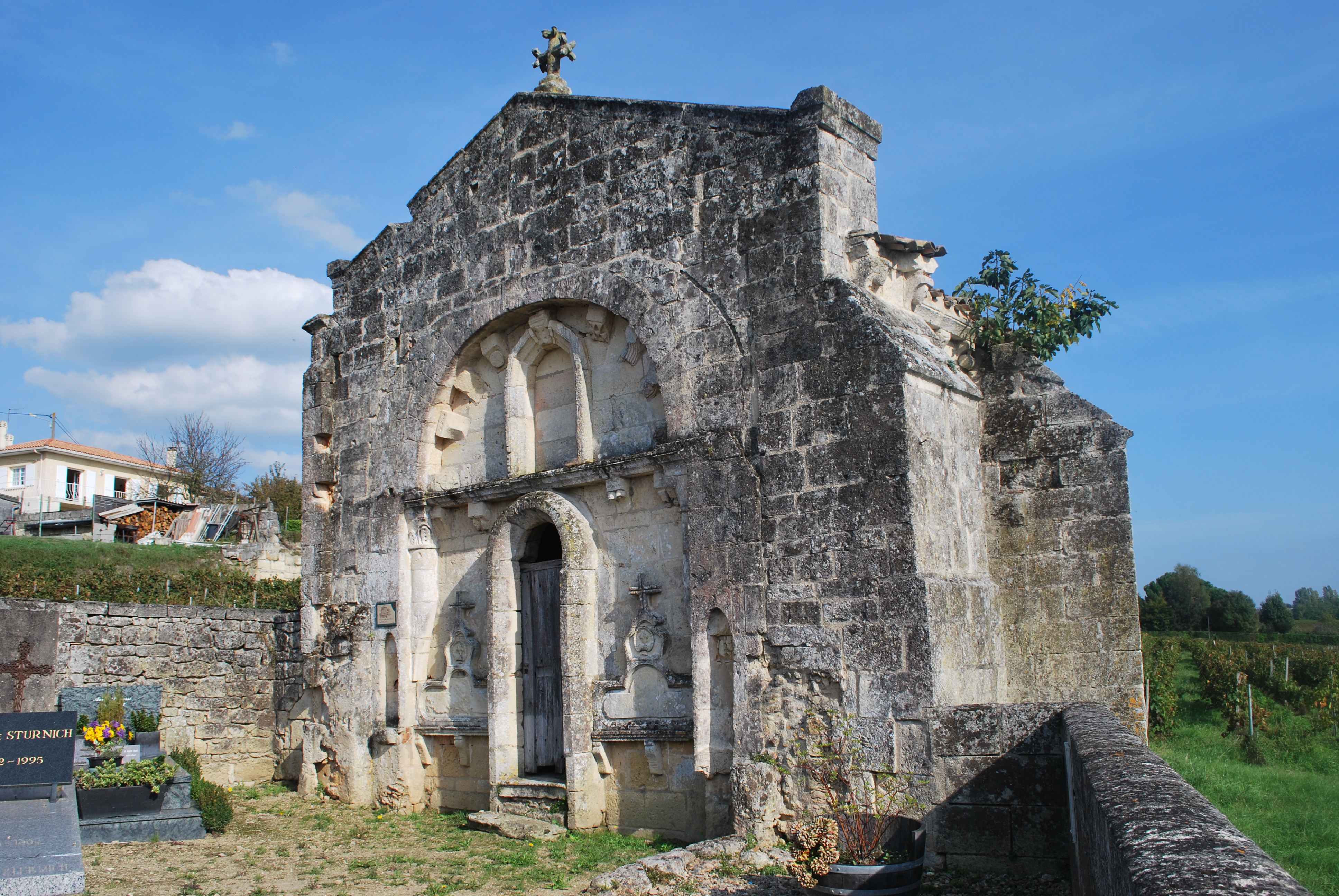
Kirchenruine Saint-Félix
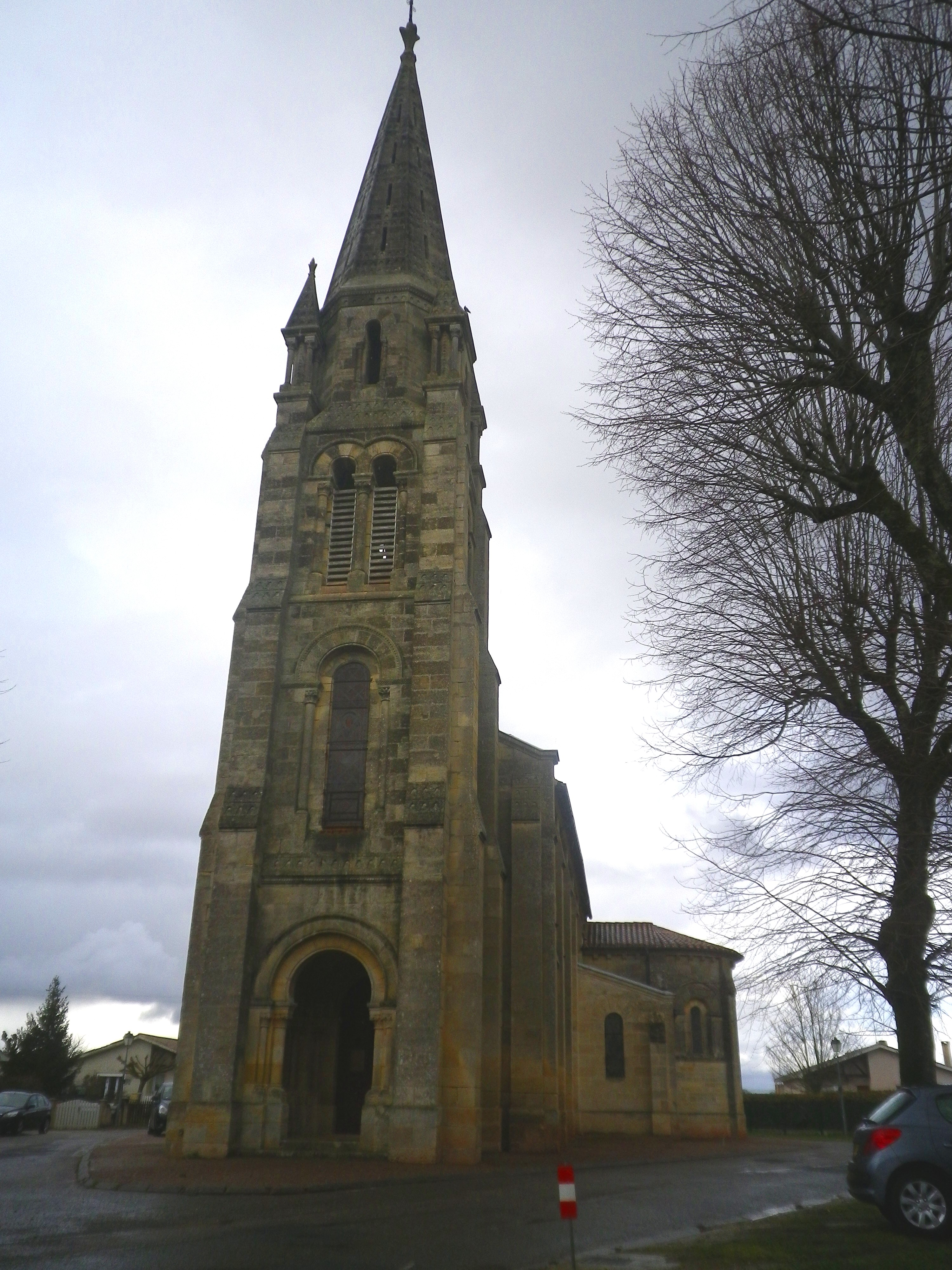
Kirche Saint-Pierre
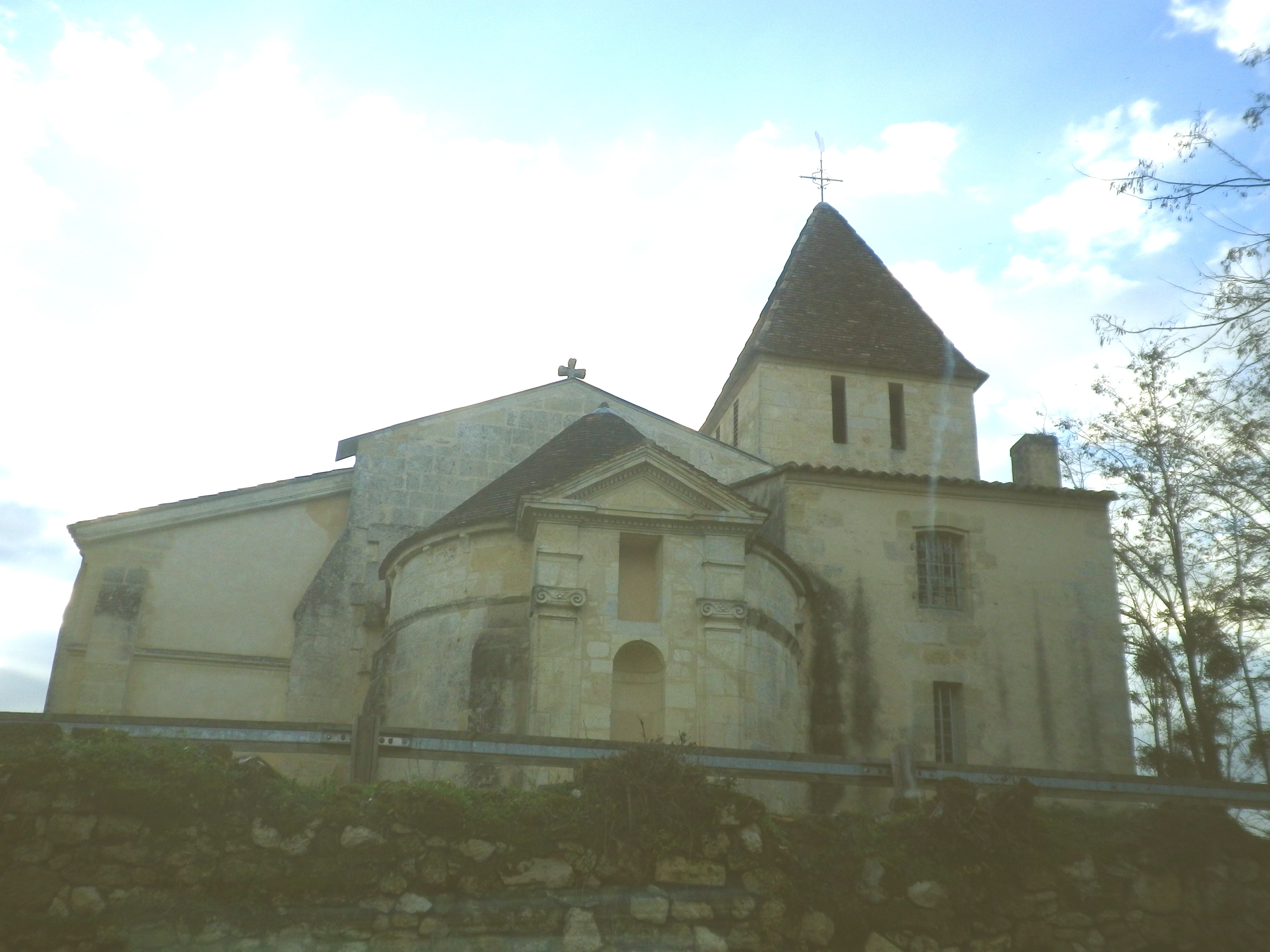
Kirche Saint-Michel
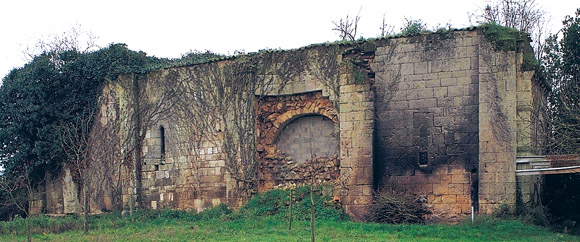
Ruinen der Kapelle von Lurzine
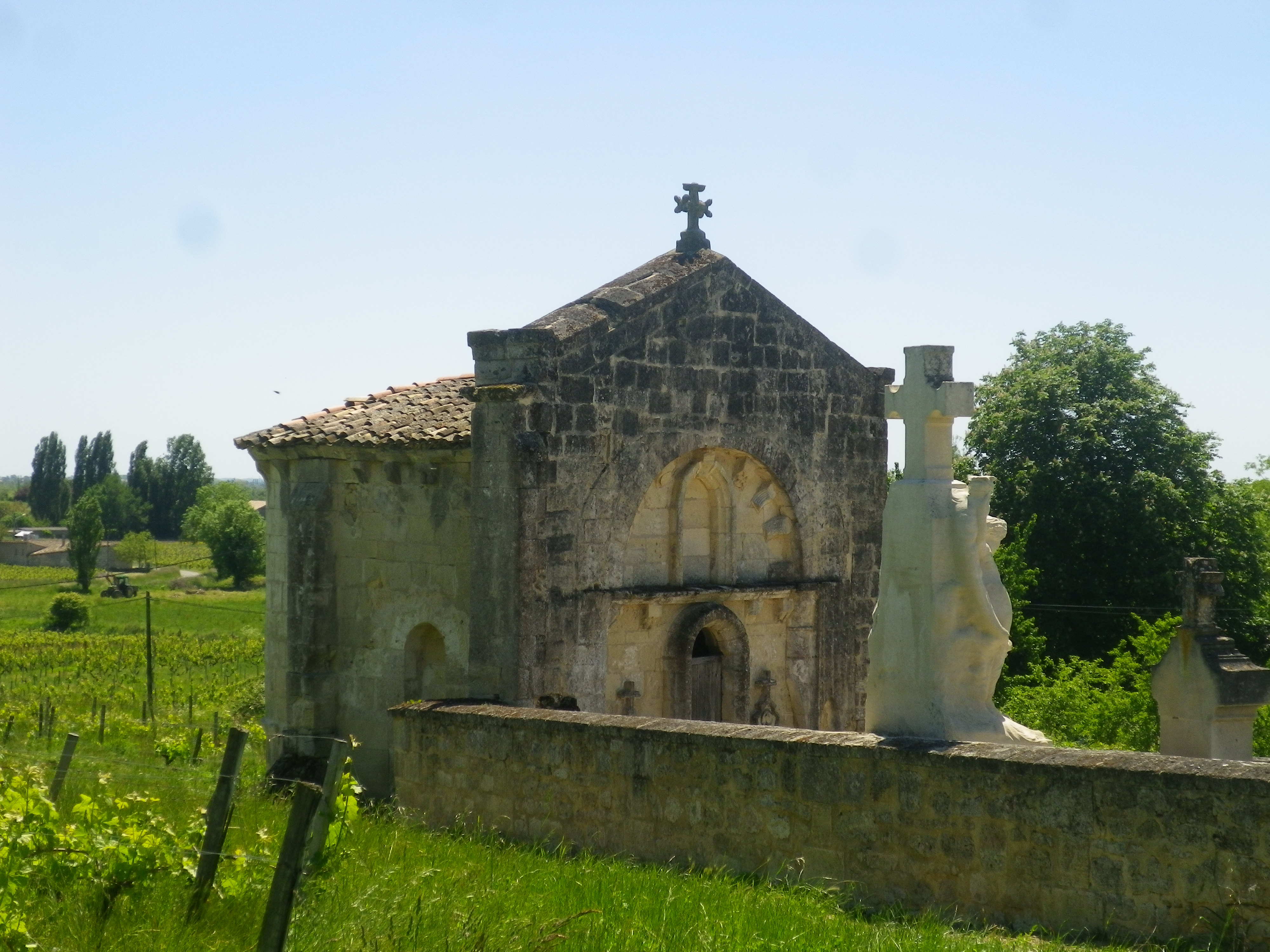
Kapelle von Cazelle
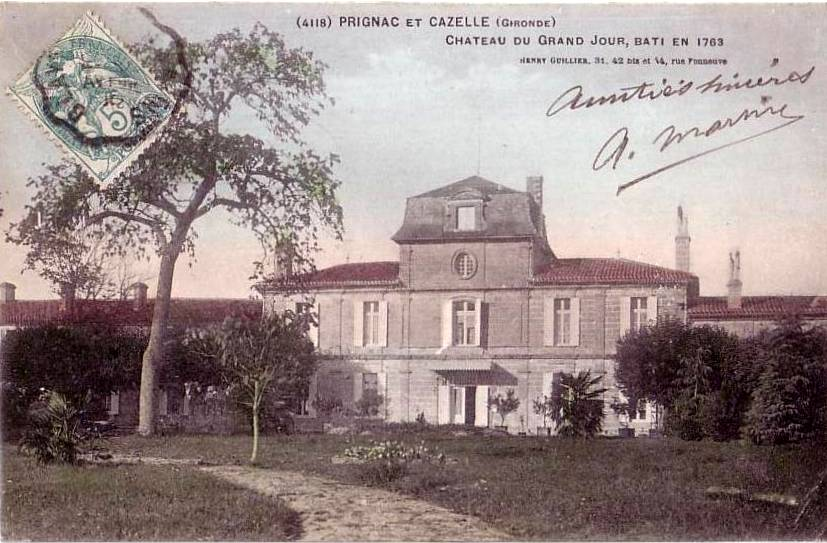
Schloss Grand Jour auf einer alten Postkarte
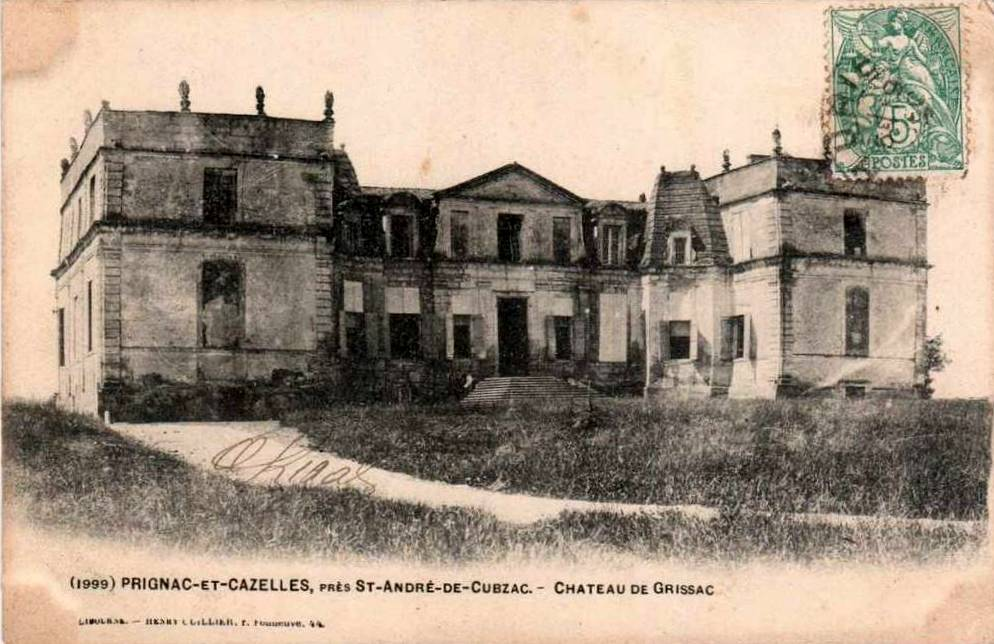
Schloss Grissac auf einer alten Postkarte

## Persönlichkeiten
- Charles Chaumet (1866–1932), Politiker